# Haina (Kloster)
Haina (Kloster) är en kommun och ort i Landkreis Waldeck-Frankenberg i Regierungsbezirk Kassel i förbundslandet Hessen i Tyskland.
De tidigare kommunerna Altenhaina, Bockendorf, Halgehausen Hüttenrode, Mohnhausen och Oberholzhausen uppgick i Haina (Kloster) 1 juli 1971 följt av Battenhausen, Löhlbach och Römershausen 31 december 1971 samt Dodenhausen och Haddenberg  1 juli 1972.